# Cyathea nicklesii
Cyathea nicklesii là một loài dương xỉ trong họ Cyatheaceae. Loài này được Tindale mô tả khoa học đầu tiên năm 1956.
Danh pháp khoa học của loài này chưa được làm sáng tỏ. 